# 安东尼浴场
安东尼浴场（Baths of Antoninus）位于突尼西亞的迦太基，是非洲大陆上最大的罗马浴场，也是罗马帝国最大的三座浴场之一，是联合国教科文组织世界遗产名录中迦太基考古遗址的一部分。该浴场也是迦太基仅存的可以追溯到罗马帝国时代的浴场。浴场建于罗马皇帝安敦宁·毕尤统治时期。
 